# سام سيمز
سام سيمز (بالإنجليزية: Sam Sims)‏ هو عازف قيثارة أمريكي، ولد في 10 يناير 1980 في ألاباما في الولايات المتحدة.

## وصلات خارجية
- الموقع الرسمي